# کریستا بی آلن
کریستا بی آلن (انگلیسی: Christa B. Allen؛ زادهٔ ۱۱ نوامبر ۱۹۹۱) یک هنرپیشه اهل ایالات متحده آمریکا است. وی از سال ۲۰۰۴ میلادی تاکنون مشغول فعالیت بوده‌است.
از فیلم‌ها یا برنامه‌های تلویزیونی که وی در آن نقش داشته است می‌توان به رفتن از ۱۳ به ۳۰ و دره و همچنین ارواح دوست دخترهای سابق و مجموعه تلویزیونی انتقام اشاره کرد.